# Formation d'Ischigualasto
La formation d'Ischigualasto est une formation géologique du Trias supérieur (Carnien-Norien) située dans le nord-ouest de l'Argentine, dans le parc provincial d'Ischigualasto. Elle a livré une faune fossile abondante en vertébrés terrestres, parmi lesquels les plus anciennes espèces connues de dinosaures,,.
Elle appartient au groupe d'Agua de la Peña, et vient au-dessus de la formation de Los Rastros.

## Stratigraphie
Cette formation continentale affleurant dans le parc d'Ischigualasto de la province de San Juan en Argentine, a une puissance de 400 à 700 mètres et est constituée de dépôts gréseux fluviatiles, de mudstones de berges et de plaines d'inondation et de paléosols. Elle est divisée en quatre membres, du plus ancien au plus récent : La Peña, Cancha de Bochas, Valle de la Luna et Quebrada de la Sal.

### Articles
- (en) Ricardo N. Martínez, Cecilia Apaldetti, Oscar A. Alcober, Carina E. Colombi, Paul C. Sereno, Eliana Fernandez, Paula Santi Malnis, Gustavo A. Correa et Diego Abelin, « Vertebrate succession in the Ischigualasto Formation », Journal of Vertebrate Paleontology, vol. 32,‎ 2012, p. 10-30 (DOI 10.1080/02724634.2013.818546).
- (en) Stephen L. Brusatte, Sterling J. Nesbitt, Randall B. Irmis, Richard J. Butler, Michael J. Benton et Mark A. Norell, « The origin and early radiation of dinosaurs », Earth-Science Reviews, vol. 101,‎ 2010, p. 68-100 (DOI 10.1016/j.earscirev.2010.04.001).
- (en) Max C. Langer, Martin D. Ezcurra, Jonathas S. Bittencourt et Fernando E. Novas, « The origin and early evolution of dinosaurs », Biological Reviews, vol. 84,‎ 2009, p. 1-56 (DOI 10.1111/j.1469-185X.2009.00094.x).
- (en) Brian S. Currie, Carina E. Colombi, Neil J. Tabor, Todd C. Shipman et Isabel P. Montañez, « Stratigraphy and architecture of the Upper Triassic Ischigualasto Formation, Ischigualasto Provincial Park, San Juan, Argentina », Journal  of South American Earth Sciences, vol. 27,‎ 2009, p. 74-87 (DOI 10.1016/j.jsames.2008.10.004).